# Andrija Hebrang (otac)
Andrija Hebrang (Bačevac pokraj Virovitice, 22. listopada 1899. – Beograd, 11. lipnja 1949. ↓1), bio je hrvatski revolucionar, političar i državnik.
Hebrang je bio član Komunističke partije Jugoslavije od 1919. godine. Članom Mjesnoga komiteta Zagreba postao je 1925. godine. Između 1928. i 1940. godine nalazio se u zatvoru. Članom Politbiroa Centralnog komiteta Komunističke partije Hrvatske postao je 1941. godine, a ujedno je imenovan i članom Vojnog komiteta KPH. Uhvaćen je od ustaške policije 1942. godine, a razmijenjen je iste godine. Političkim tajnikom CK KPH bio je između 1942. i 1944. godine, a članom Politbiroa CK KPJ 1943. godine da bi godinu kasnije, 1944., bio smijenjen zbog naglašeno samostalne zavnohovske politike. Bio je povjerenikom za trgovinu i industriju u NKOJ-u 1944. godine a Ministrom industrije u vladi Tito–Šubašić. Sukobio se s Politbiroom oko koncepcije gospodarskoga razvoja 1946. godine. Kritiziran zbog zagovaranja hrvatskih interesa. Isključen iz Politbiroa i iz KPJ 1948. godine i optužen da je surađivao s ustašama i sabotirao gospodarsku politiku. Ubijen je u zatvoru. Hebrang je bio žrtva komunističke represije, a Hrvatski sabor ga je rehabilitirao 1992. godine.

## Mladost
Andrija Hebrang rođen je 1899. godine u Bačevcu kod Virovitice, u obitelji Andrije i Cecilije rođ. Strasser. Tijekom 1912. godine otišao je na školovanje za trgovačkog pomoćnika u Szentlőrinc kraj Pečuha. Poslije toga, radio je kao trgovački pomoćnik u Suhopolju, a kasnije je prešao u Zagreb gdje je radio kao činovnik. Dobro je govorio njemački i mađarski, služio se ruskim i engleskim jezikom. S idejama Oktobarske revolucije susreo se 1917. godine. Iste godine služio je vojni rok u Austrougarskoj vojsci, u Osijeku, u topničkom puku, a potom je premješten u Zagreb gdje je pohađao vezističku obuku. Na Talijansko bojište upućen je ujesen, nedaleko Gorice, gdje je dočekao kraj rata. U novoj državi, Kraljevstvu SHS, 1918. godine, opet je pozvan u vojsku, odsluživši rok u Osijeku.

## Komunistička ilegala
Postaje članom Socijalističke radničke partije Jugoslavije 1919. godine u Osijeku, isticao se te je članom Mjesnog komiteta KPJ za Zagreb. Jugoslavenska vlada je 1920. godine Obznanom zabranila djelovanje Komunističke partije. Međutim, od komunističke djelatnosti za vlast je bilo daleko opasnije neriješeno hrvatsko pitanje. Početkom 1923. godine komunisti u ilegali osnivaju Nezavisnu radničku partiju Jugoslavije. Iste godine Hebrang se nastanio u Zagrebu. Prvi put je uhićen za uličnih demonstracija u ožujku 1924. godine nakon čega je odležao nekoliko dana u zatvoru. Na izborima 1925. godine Nezavisna radnička partija dobila je svega 1.1% glasova i ostala bez mandata u Narodnoj skupštini. Iduće godine, Hebrang je ušao u Upravni odbor podružnice Saveza privatnih namještenika kao blagajnik, a pred njihov kongres u listopadu 1927. godine izbačen je iz sindikata i uprave. Na Pantovčaku je 1928. godine predsjedao VIII. konferencijom zagrebačkih komunista gdje se, zajedno s Titom, suprotstavio frakcijskim borbama unutar Partije. Pobjeda njihove antifrakcijske struje, uz podršku Antuna Mavraka, tajnika Pokrajinskog komiteta KPJ za Hrvatsku i Slavoniju, omogućila je konsolidaciju Partijskih redova.
Hebrang je bio postavljen za izaslanika Mjesnog komiteta Zagreba na travanjskom zasjedanju Kominterne u Moskvi, no 13. travnja 1928. godine uhićen je pri prijelazu granice. Bio je pritvoren tri mjeseca zbog "skitnje i komunizma", no ubrzo je, zbog nedostatka dokaza pušten. Protjeran je u Bačevac, no ilegalno se vratio u Zagreb gdje se, nakon ubojstva Pavla Radića i Đure Basarička, ranjavanja Ivana Pernara i Ivana Granđe, te smrtnoga ranjavanja Stjepana Radića u Narodnoj skupštini 20. lipnja 1928. godine, rad Partije pojačao. Nakon atentata, zbog prosvjeda koji su uslijedili, pojačan je policijski progon protivnika režima, poglavito HSS-ovaca i komunista.

### U zatvoru 1928. – 1941.
U Zagrebu je, u međuvremenu, uhićena uprava Radničkog kulturnog društva kojeg je i Hebrang bio član, te je u zatvoru odležao mjesec dana. Istodobno je dobio i petogodišnji izgon u Bačevac, no, čim su to prilike dopustile, vratio se ilegalno u Zagreb. Hebrang je ponovno uhićen, 7. rujna 1928. godine, zajedno s Mihailom Vranešom, u Zagrebu, ispred kuće u Gundulićevoj ulici, gdje se nalazio tajni Partijski arhiv. Zbog toga što je bio uhićen s kompromitirajućim pismima i dokumentima, sproveden je u istražni zatvor. U to vrijeme je komunizam, na temelju Zakona o zaštiti države, bio okarakteriziran kao prevratništvo, zbog čega nije postojala mogućnost blažeg kažnjavanja Hebranga. Na suđenju u Beogradu nije priznao pripadnost Komunističkoj partiji, ali se izjasnio kao komunist po uvjerenju. Kako mu je i neprijeporno dokazana komunistička djelatnost, Državni sud za zaštitu države osudio ga je, 13. studenoga 1928. godine, na 12 godina zatvora. Upućen je na izdržavanje kazne u Lepoglavi, no potkraj 1933. godine, zajedno s ostalim političkim zatvorenicima, komunistima, prebačen je u Srijemsku Mitrovicu, jer je nakon štrajka u Lepoglavi uprava kaznionice odlučila skupiti političke zatvorenike na jednom mjestu.
Svoje obrazovanje Hebrang je upravo dovršio na robiji, tzv. "Crvenom sveučilištu". Sustavno je proučavao političku ekonomiju, povijest, nacionalno, sindikalno i seljačko pitanje. Nakon ubojstva jugoslavenskoga kralja Aleksandra I. Karađorđevića, komunisti u zatvoru približili su se hrvatskim nacionalistima kojima zatvorska uprava nije priznavala status političkih zatvorenika. U vrijeme robijanja Hebrang je došao u sukob s Petkom Miletićem i skupinom pseudoradikala koji su inzistirali na stalnoj borbi protiv uprave kaznionice. Hebrang je, uz podršku Moše Pijade, tražio prijekid daljnjih sukoba, te korištenje stečenih pogodnosti za obrazovanje robijaša, što im je trebalo koristiti za daljnji revolucionarni rad. Njegovi sukobi s Miletićem rezultirali su Hebrangovim dobrovoljnim odlaskom u samicu, te konačno, 6. kolovoza 1937. godine, neuspješnim atentatom kojeg je počinila Miletićeva skupina.
Sukob je doživio vrhunac kada je Hebrang proglašen trockistom te je izjednačen s Trockim, Kamenjevim i Zinovjevim. To je u ono vrijeme bila najteža moguća optužba. Upravo je Josip Broz zaustavio sukob između Hebranga i Miletića, u prvom redu zato što je želio zadržati sukob unutar kaznionice, kako se ne bi proširio na cijelu Partiju. Istodobno je želio sačuvati Hebranga za daljnji Partijski rad za buduća vremena. Hebrangu je kazna istekla 15. veljače 1941. godine kada je sproveden u Bačevac. U zatvoru je bio šest mjeseci dulje od izrečene kazne.
Hebrangov politički protivnik na robiji Đilas o njegovom ponašanju na robiji piše: Njegovo poznavanje političke ekonomije, iako ograničeno isključivo na Marxa, bilo je temeljito. Polako je i brižljivo pisao bilješke o svemu što je čitao... Jedina osoba koja je ... mogla voditi borbu protiv Miletića bio je Hebrang, iako se Pijade konačno pojavio kao glava desnog krila. Otokar Keršovani mu je u Srijemskoj Mitrovici dao nadimak Mirotočivi (jer toči mir i snagu u svoje drugove). Dosljednost u stavovima pokazuje i ovo: Pomoćnik upravnika Petrović u grubim psovkama, prijetnjama i provokaciji ravan je najgorem kriminalcu. Drugovima Krašu i Hebrangu dao je časnu riječ da nijedan komunist neće kosti iznijeti ako ne promijeni stavove. Kad mu je Hebrang odgovorio: "Po svoj prilici ćemo i ostaviti kosti ovdje, ali vi s time nećete spriječiti komunizam", za nagradu je dobio dva mjeseca okova i samicu.

## Drugi svjetski rat
Iz Bačevca se Hebrang ponovno ilegalno vratio u Zagreb. Nastanio se kod Vladimira Frajtića u Heinzelovoj ulici 7a, te se odmah uključio u Partijski rad. Kooptiran je u CK KPH, te sudjeluje na zajedničkim sastancima CK KPJ. Sudjelovao je i u radu Majskog savjetovanja 4. svibnja 1941. godine. Nakon savjetovanja, postavljen je za predsjednika Vojnog komiteta KP Hrvatske.
U trećoj godini Drugoga svjetskog rata, 22. lipnja 1941. godine, Njemačka je napala Sovjetski Savez, a kasno uvečer istoga dana Hebrang i Bakarić sročili su i emitirali preko ilegalne radiopostaje u Zagrebu javni Partijski proglas kojim je Partija pozvala Hrvate da se odupru mobilizaciji u "kontrarevolucionarnu armiju radi prolijevanja krvi sovjetske braće". U ljeto 1941. godine u Zagreb dolazi izaslanik CK KPJ s posebnim ovlastima, Vlado Popović, Crnogorac koji je vojno iskustvo stekao u Španjolskom građanskom ratu. Josip Broz Tito mu je odredio za najbliže suradnike Hebranga i Radu Končara, te njih trojica od 6. srpnja 1941. godine čine Operativno rukovodstvo KPH, koje preuzima ovlasti Politbiroa KPH i Vojnog komiteta KPH (osnovanog 2 mjeseca prije). Nakon Končarevog uhićenja u Splitu, 17. studenoga 1941. godine, Hebrang je postao tajnikom CK KPH, te je zajedno s Popovićem činio Operativno rukovodstvo KPH do uhićenja u veljači 1942. godine.
Hebrang je uhvaćen u akciji ustaške policije 25. veljače 1942. godine pri čemu je teško ranjen u glavu. ↓2 Po vlastitim riječima: Došli su na stan, opkolili kuću i mene našli unutra. Oni su pucali i ja sam pucao. Tako dva sata. Dovukli su neko pojačanje. Branio sam se dok nisam pao ranjen. Iz izvještaja Općinskog poglavarstva Stenjevec od 26. veljače 1942:
... nadzornik detektiva ranjen u desnu nogu i izjavio, da treba brzu pomoć, jer da će mu drugovi svi poginuti, pošto je iz te kuće prema njima nastala paljba, a njega je njihov samovoz odpremio u bolnicu. Nakon pola sata došla su još 3 samovoza redarstvenih službenika... koji su otišli do navedene kuće, da mogu uspješnije provesti određeni zadatak...Kada su opkolili navedenu kuću, otvorena je puščana paljba s mnogo metaka, pa kada su ustanovili da više iz kuće nitko ne puca, ušli su unutra i našli su ranjenog u glavu opasnog člana komunističke družbe sa ženom i djetetom od 3 godine. Ranjeni komunist odmah je prevežen samovozom društva za spasavanje u bolnicu...
Hebrang je u bolnici Sveti Duh bio samo nekoliko dana, potom ga premještaju u zatvorsku ambulantu na Savskoj cesti. U istražnom zatvoru na Trgu Kulina bana (danas Trg žrtava fašizma) u Zagrebu nalazio se do 13. lipnja 1942. godine od kuda je upućen na izdržavanje logorske kazne u Staru Gradišku. O Hebrangovom držanju u istražnom zatvoru Popović referira Josipu Brozu Titu u pismu od 16. lipnja 1942. godine: Fati se primjereno drži. Ponudili su mu trgovinu. Odbio je, rekavši da je komunist. Na desno oko je oslijepio. Dobili smo pisamce od njega u kome nam javlja: "Očekujem torturu. No ja ne mislim na svoju ličnu sudbinu koja je zapečaćena, već samo na to da zastavu naše partije nosim neokaljanu do kraja." 
Partija je željela Hebranga osloboditi oružanom akcijom iz bolnice što je otkazano jer dok su partizani pripremali akciju, Hebrang je premješten u zatvor. Na partizansku inicijativu Hebrang je razmijenjen za ustaške visoke dužnosnike Mirka Vutuca i Karla Wagnera, 23. rujna 1942. godine, kod sela Cage blizu Okučana, zajedno s još 29 drugova (Mladen Iveković, Olga Kohn...).
Dolaskom na oslobođeni teritorij Hebrang je opet preuzeo dužnost tajnika CK KPH. Na prvom zasjedanju AVNOJ-a u Bihaću u studenom 1942. godine s Josipom Brozom Titom je dogovarao osnivanje ZAVNOH-a. U svojim nastupima isticao je ZAVNOH kao izraz hrvatske suverenosti i tijelo nadležno za donošenje svih odluka koje se odnose na Hrvatsku. Randolph Churchill, sin britanskog premijera Winstona Churchilla u pismu od 12. travnja 1944. godine ovako je opisao svoj doživljaj Hebranga: On je sasvim nezavisan tip čovjeka i ne boji se reći što misli. Potpuno zasjenjuje komesare i značajniji je od bilo koga koga sam sreo u ovoj zemlji osim, naravno, Tita.
Pod Hebrangovim rukovodstvom antifašistički pokret u Hrvatskoj je dosegao takve rezultate koji su nadmašivali sve ostale po broju boraca, oslobođenog teritorija, narodnooslobodilačkih odbora... U siječnju 1944. godine Hrvatska je imala 5 od ukupno 11 korpusa NOVJ. To je djelo KPH, njenog CK na čelu s Hebrangom, koji je u reklami Narodne fronte Hrvatske 1945. godine nazvan kao "organizator ustanka u Hrvatskoj 1943. godine."
Na područjima Hrvatske kojima su upravljali partizani pod Hebrangovim vodstvom "narodnu vlast" je bila organiziralo bolje nego što je to uspijevalo komunistima na drugim područjima gdje su djelovali partizani. Milovan Đilas će svoje dojmove iz obilaska ZAVNOH-a u jesen 1943. godine opisati ovako: "Nigdje organizacija vlasti nije bila tako očita i stvarna kao na ovom oslobođenom teritoriju. To je bilo očito ne samo po boljoj odjeći i hrani službenika i agencija nego i po službenom, činovničkom načinu ophođenja. Na čelu ZAVNOH-a, Zemaljskog antifašističkog vijeća narodnog oslobođenja Hrvatske, bio je moj bivšiš surobijaš Pavle Gregorić, dugogodišnji komunist. ZAVNOH je imao potpun izgled sabora i vlade, iako je Gregorić bio uslužan i neformalan kako se samo može poželjeti. Sve vrste škola su radile; agencije su izmjenjivale izvještaje i okružnice."
Pokrenuo je inicijativu za osnivanje Telegrafsku agenciju Hrvatske krajem 1944. godine, hrvatsku novinsku agenciju. No, inicijativu je poništio Josip Broz Tito jer da "Jugoslavija već ima TANJUG, pa joj ne treba još jedna." "Klizite punom parom u separatizam. Zar ne vidite da i federativno uređene države imaju jednu službenu telegrafsku agenciju. Neka vam primjer bude Sovjetski Savez ako nitko drugi.", dodaje Tito. Hebrangov odgovor je bio kratak: Agencija TAH osnovana je na temelju uputa Povjerenstva za informacije NKOJ-a, od 15. svibnja o.g. U tim uputama stoji da se osnuju zemaljske agencije i da one ne moraju biti u sklopu TANJUG-a i svaka može nositi drugo ime. Prema tome ne leži krivica na nama što je pokrenut TAH.

### Kominterna, KPJ, Hebrang i KP NDH
Neki su tvrdili da je Hebrang pregovarao s ustašama o stvaranju KP NDH, osobito među srpskim povjesničarima i publicistima. Činjenica je da su nakon diobe Čehoslovačke i stvaranja neovisne Slovačke Republike 1939. godine iz Kominterne slovački komunisti dobili instrukciju da osnuju KP Slovačke. SSSR je odmah priznao vladu u Bratislavi koja je bila pod kapom Trećeg Reicha, kao i KP Slovačke. Slovačke prilike bile su slične hrvatskima. Instrukcija je vrijedila jednako za sve komunističke partije, bolje reći, nacionalne sekcije Kominterne. Na toj osnovi razumna je i utemeljena pretpostavka da se po osnivanju NDH i u sjedištu Kominterne i u sjedištu KPH počelo razmišljati o tome da se postojeća KP Hrvatske preimenuje u KP NDH. Instrukcija je stvorila zbunjenost i vjerojatno i između vodstava KPJ i KPH. U vodstvu KPJ dominirali su kao i u cijeloj kraljevini Jugoslaviji tvrdostrujaški Srbi i Crnogorci, velikosrpske orijentacije kako se poslije pokazalo. Ta srpsko-crnogorska većina ogorčeno se usprotivila stvaranju KP NDH. Tito se priklonio većini koja ga je dovela na položaj, te vodeći slovenski komunisti u KPJ E. Kardelj i F. Leskošek, i neki članovi najužeg vodstva KPH, kao R. Končar i P. Pap. Vodeći hrvatski komunisti Hebrang, Bakarić i većina članova zagrebačkog Mjesnog komiteta (A. Rob, H. Haas, Malešević, M. Kvatro, L. Mates, V. Novosel) pristali su sprovesti Kominternine zapovjedi u djelo. Dne 17. travnja, kad je kapitulirala Vojska Kraljevine Jugoslavije i Jugoslavija formalno prestala postojati, Hebrang i "drug X" (najvjerojatnije Bakarić) održali su sastanak s ministrima NDH Budakom i Lorkovićem. Dogovorili su uzajamno nenapadanje NDH i KPH. Razgovarali su i o nužnosti reorganizacije KPH, prema novom teritorijalnom principu, odnosno granicama NDH. Priču je prenio Vladimir Dedijer, temeljem svjedočanstva Blagoja Neškovića, koji je, u srpnju 1941., vodio partijsku istragu povodom tragedije u Kerestincu. To Neškovićevo svjedočenje hrvatska je historiografija odbacivala. Dne 9. svibnja 1941. je SSSR sukladno novom stanju zatvorila veleposlanstvo Kraljevine Jugoslavije. Zaposleniku berlinskog veleposlanstva NDH Luki Fertiliju je jedan sovjetski diplomat neformalno ponudio priznanje NDH i uspostavu diplomatskih odnosa, no Fertilio nitkog nije obavijestio, ni veleposlanika Benzona ni Zagreb. Stari HSS-ovac Franjo Gaži je 1941. bio djelatnik jugoslavenskog veleposlanstva u Moskvi. Ispripovijedao je Franji Tuđmanu da su mu Sovjeti 1941. ponudili biti veleposlanikom NDH u SSSR, što je najvjerojatnije, bila uobičajena diplomatska stvar - neformalno sondiranje terena bez ikakva kompromitirajućega pisanog traga. Prema srpskim autorima, promjenom vlasti u Zagrbu vrh KPJ predvođen Andrijom Hebrangom tražio je da njegova narodna republika zadrži granice NDH. Zapovjednik partizanskog Kordunaškog područja do svibnja 1944. Joca Eremić, kad je napustio partizane, posvjedočio je u emigraciji da je od 1941. postojao dogovor hrvatskih komunista i Pavelićeva režima.

### Odnos prema Srbima tijekom rata
Hebrang je uvijek isticao bratsku borbu hrvatskog i srpskog naroda za svoju hrvatsku domovinu, listopada 1943. godine u Plaškom: Srbi u Hrvatskoj, koji su lili svoju krv i podnosili velike žrtve, pokazali su i ogromnu ljubav za svoju hrvatsku domovinu. Zločin bi bio prema srpskom narodu, prema njegovim podnesenim žrtvama, kad bi se samo pomislilo na to, da se Srbima uskrate ona ista prava, koja će imati Hrvati. Srbi u Hrvatskoj zaslužili su da budu potpuno slobodni i ravnopravni s Hrvatima. Na Hebrangov prijedlog ZAVNOH 1944. odlučuje da oba pisma - latinica i ćirilica - postanu ravnopravna. U ožujku 1944. Moša Pijade je dragovoljno pruženu ravnopravnost odlučio zlorabiti tako da je izradio prijedlog o teritorijalnoj autonomiji Srba u Hrvatskoj. Kad je napravio zemljovide srpske autonomije, oni su prema Đilasu prije sličili "iskrivuljanim cijevima", da bi obuhvatio Srbe u Slavoniji "morao je" oduzeti Hrvatima brojna hrvatska naselja. Članovi Politbiroa Pijadin su prijedlog dočekali u "šutnji i nedoumici", a i Tito je bio ponešto smrknut.

### Odnosi hrvatskih komunista s HSS-om
Kao vodeći komunistički rukovoditelj, Andrija Hebrang je s Božidarom Magovcem i drugim HSS-ovcima sklonima na suradnju uspostavio dijalog, ali prožet sukobima i nerazumijevanjima. Američka povjesničarka Jill A. Irvine ukazuje kako su problemi u odnosima s HSS-om - kasniji čelnik hrvatskih komunista Vladimir Bakarić će poslije u jednom svojem izlaganju 1948. godine kritizirati Hebranga da je bio preoštar prema HSS-u, i (u istom referatu!) da je bio previše popustljiv prema HSS-u - bili glavni razlog da ga vodstvo KPJ povuče krajem 1944. godine iz Hrvatske na dužnosti u Beograd.

## U Beogradu 1944. – 1947.
Krajem 1944. godine Edvard Kardelj, Milovan Đilas, Aleksandar Ranković i Ivan Milutinović zatražili su Hebrangovu smjenu, u ime skupine Kardelj je 30. rujna uputio Josipu Brozu Titu pismo u kome se Hebranga optužuje za nacionalizam. Kardelj je neprestano naglašavao kako se Hebrang loše ponaša prema Srbima, što Kardelj navodi kao dokaz da je potreban neki poseban "Narodnooslobodilački front Srba u Hrvatskoj", nešto čemu se Hebrang otvoreno protivio, a Tito nikada nije prihvatio. Kardelj piše Josipu Brozu Titu: "Kod Andrije izbija na svakom koraku neki nacionalistički, hrvatski uklon, jedno stvarno neraspoloženje prema Jugoslaviji. Sumnjam da bi pretjerao ako kažem da Andrija ne voli Srbe i Slovence i da smatra Jugoslaviju, više ili manje kao nužno zlo. Pri tome je karakteristično da pokazuje vanrednu osjetljivost za hrvatska nacionalna prava prema Jugoslaviji, kao na primjer prema nekim lokalnim provincijalnim tendencijama koje se donekle pokazuju u Dalmaciji. Kako god se boji da ne bi neki jugoslavenski centralizam okrnio Hrvatskoj neka njezina nacionalna prava, tako s druge strane ima upravo paničan strah – kako kaže – ‘separatističkim težnjama Dalmacije’, iako po mom mišljenju takvih tendencija nema. Najkarakerističnije u tom pogledu je odnos prema Srbima u Hrvatskoj. Oni o Srbima mnogo govore, no nikakvih konkretnih mjera nisu poduzeli da bi Srbi u Hrvatskoj osjećali da imaju neku garanciju i budućnost. Oni nisu ništa pokušali da bi našli neku formu političkog života Srba u Hrvatskoj."
Dne 5. listopada 1944. godine Josip Broz Tito naređuje Aleksandru Rankoviću da u rukovodstvo KPH pošalje Kardelja, Đilasa i Bakarića, da na čela KPH postave Bakarića, a da Hebranga dovedu u Beograd. Time Hebrang prelazi s dužnosti sekretara CK KPH na još odgovorniju dužnost u saveznu vladu - Nacionalni komitet oslobođenja Jugoslavije gdje preuzima rukovođenje cjelokupnom obnovom i izgradnjom zemlje; imenovan je ministrom industrije i predsjednikom Državne planske komisije i Ekonomskoga savjeta federalne vlade, po značenju, to je bio položaj odmah iza Titovog. U Vladi Tito - Šubašić od 7. ožujka 1945. Hebrang je ministar industrije i predsjednik Privrednog savjeta Vlade. No poput drevnog kralja Anteja, izgubio je većinu svoje snage kad je otkinut od svoga rodnog tla.
Na početku Hebrangovog rada kao ministra Josip Broz Tito ga je smatrao prikladnim za vođu delegacije Nacionalnog komiteta (Arso Jovanović, Gojko Nikoliš, Mitra Đilas, Srećko Manola) koja je početkom siječnja 1945. godine otputovala u Moskvu na progovore sa Staljinom (i ostalim boljševičkim upravljačima, Molotovom, Georgi Dimitrovom). Pregovori su trajali mjesec dana. Rezultat pregovora bio je slab, dobivena su obećanja o isporuci određene količine željeza, slanju vojnih instruktora i postignut je preliminarni dogovor o osnivanju mješovitih (sovjetsko-jugoslavenskih) trgovačkih društava. Oproštajni susret 26. siječnja u Kremlju bio je dvojak. Večer je započela u dobrom raspoloženju u kojem je jugoslavenska delegacija podlegla dojmu da ih Staljin "voli više od drugih naroda". Ali Staljin se prisjetio Đilasovih uvredljivih izjava kako je Crvena armija daleko ispod razine američkih i britanskih vojnika, te je počeo kritizirati jugoslavensku vojsku i laskati bugarskoj vojsci. Arso Jovanović je briznuo u histeričan plač i dodvoravao se domaćinima, ali nitko nije obraćao pozornost na njega. Hebrang je prekinuo ponižavajuću scenu riječima: Naređujem ti da šutiš. U Hebrangovim osobnim bilješkama zapisano je: "Došli u 23 (sata), otišli u 3:30. Triput govorio. Staljin me triput grlio, ljubio. Pohvalio. Svi raspoloženi. Topla atmosfera. Arso se svinjski držao. Opirao se po pitanju ocjene bugarske vojske i Đide. Mučna i neprijatna situacija."
Hebrang je u travnju 1945. godine, s razlogom, otvoreno negodovao zbog neprimjerenog tečaja zamjene kuna za dinar. Hebrang govori: Ja uopće ne mogu da prihvatim soluciju koja se predlaže da se kuna zamjenjuje u nepovoljnom omjeru, da se konkretno za 100 kuna dobiju samo 2,5 dinara. (srpski dinari zamjenjivali su se 100 za 5, u BiH zamjenjivalo se 1.000 kuna za 7 dinara). Uostalom zašto se pravi tolika razlika između kune i Nedićevih dinara? Ako bismo ovako odredili kurs kune to bi znatno oštetilo privredu Hrvatske i svih onih krajeva u njoj koji su tako teško oštećeni. U studenom 1946. Hebrang je još uvijek na "partijskoj liniji" te govori građanima Zagreba uoči Dana Republike: U zemlji imamo dvije vrste neprijatelja: prvi govore da je nekada u staroj Jugoslaviji bilo bolje nego što je sada. To su ostaci velikosrpskih hegemonista, koji smatraju da Hrvatska imade suviše slobode i da su Hrvati u ovoj zemlji stekli i izvojevali i suviše velika prava. Drugi govore da bi Hrvatima bilo bolje da su sami. Protiv takvih elemenata, nazivali se Hrvatima ili Srbima, moramo biti vrlo budni i voditi nemilosrdnu borbu gdje god se pojave.

## Uhićenje i pogubljenje
Zahlađenjem odnosa sa Sovjetskim Savezom Hebrang je postao Staljinov kandidat za preuzimanje vodstva u KPJ od Josipa Broza Tita. Međutim, u travnju 1948. godine je, zajedno sa Sretenom Žujovićem, osumnjičen da održava tajne kontakte sa sovjetskim veleposlanstvom, odnosno da je staljinist. U međuvremenu je 28. lipnja 1948. godine Informbiro kritizirao Titovu vlast i pozvao Jugoslaviju da "ustane protiv slugu imperijalizma". Milovan Đilas sastavio je tekst kojeg je prihvatio CK KPJ i odbacio kritike Informbiroa. Hebrang i Žujović, međutim, tražili su da se kritike prihvate. Zbog toga su Hebrang i Žujović stavljeni u pritvor u vili kod Srijemskih Karlovaca. General UDBE Jovo Kapičić priopćio im je da su izbačeni iz partije i da će biti uhićeni ako se ne pokaju. Žujović je napisao pismo pokajanja Titu, dok je Hebrang u vrijeme Kapičićevog priopćenja čitao knjigu, odbrusivši ga riječima "Dobro, hvala." Kapičić ga je opisao kao "nadmenog i arogantnog čovjeka".
Kasnije je uhićen pod optužbom da je surađivao s ustašama i Gestapom u zarobljeništvu te "sabotirao" gospodarsku politiku FNRJ; a Rusi su za to navodno znali, ali ga nisu izdali nego ucijenili da bude njihov agent. Povodom uhićenja sovjetski veleposlanik je prosvjedovao i tražio da njihovi predstavnici budu nazočni ispitivanju, no zahtjevi su odbijeni. Hebrang nije priznao krivicu niti se odrekao Informbiroa te je završio u zatvoru gdje je navodno ubijen, a vlasti su smrt prikazale kao samoubojstvo (u službenom izviješću je navedeno da je nađen obješen o radijator u zatvoru Glavnjači, dok svjedoci i dokumenti govore da je u tom zatvoru grijanje bilo samo na kruto gorivo, dakle radijatora i pripadajućih cijevi nije bilo). Žujović je 1952. godine oslobođen i priklonio se Josip Brozu Titu, dok u vezi s Hebrangovim slučajem postoje mnoge nejasnoće.

## Djela
- Izdajice položite oružje inače ćete biti uništeni, Knjižnica Narodno-oslobodilačke fronte Hrvatske, 4, 1944.
- Jačajmo jedinstvo narodnih redova: članci, Izdanje "Naprijed" organa Komunističke partije Hrvatske, 1944.
- Govor ministra industrije Andrije Hebranga, OOOF, Maribor, 1945.
- Izjava pretsjednika Privrednog savjeta Andrije Hebranga o zadrugarstvu, Glavni odbor USAOH, Zagreb, [1946?]
- Petogodišnji plan razvitka narodne privrede Federativne Narode Republike Jugoslavije u godinama 1947-1951: sa govorima maršala Tita, Andrije Hebranga, Borisa Kidriča, Vicka Krstulovića, Biblioteka Politika i društvo, Borba, Beograd, 1947.

## Odličja
- 1944.: Orden narodnog oslobođenja I. reda,[55] "za ogromne zasluge u borbi protiv okupatora, u izgradnji narodne vlasti i učvršćenju jedinstva Hrvata i Srba" (Vjesnik, 7. studenoga 1946.).[56]
- Dobio je i najviša odličja za zasluge u ratu i gospodarskoj obnovi - u srpnju 1945. Orden zasluga za narod I. reda "za izvanredne zasluge na privrednom podizanju zemlje i uspješnom provođenju proljetne sjetve".[57] U listopadu 1945. slijedi Orden Kutuzova I. reda "za istaknute zasluge u organizaciji oružanih snaga i za vješto rukovođenje borbenim operacijama u borbi protiv zajedničkog neprijatelja - hitlerovske Njemačke".[58]
- 1947.: Orden bratstva i jedinstva I. reda.[59]

## Rehabilitacija i spomen
- Odlukom Sabora Republike Hrvatske 1992. godine politički je rehabilitiran i proglašen žrtvom "komunističkoga sustava".[60] Sabor je 2006. godine donio i Deklaraciju o osudi zločina počinjenih tijekom totalitarnoga komunističkog poretka u Hrvatskoj 1945. – 1990. godine.[61]
- Hrvatska pošta je 21. listopada 1999. godine, na Hebrangovu 100. obljetnicu rođenja, izdala poštansku marku s njegovim likom i prigodnu omotnicu.[62]